# Глодяны
Глодя́ны (также Глодень; рум. Glodeni) — город в Молдавии, центр Глодянского района. В состав города входит село Стырча.

## География
Расположен в 31 км от Бельц.

## История
Впервые упоминается в документах 2-й половины 17 века. С 16 июня 1967 года — посёлок городского типа (посёлок), с 1990-х годов — город

## Известные уроженцы
- Нафорницэ, Валентина (род. 1987) — молдавская оперная певица.
- Корецкий, Иван Валентинович — заслуженный педагог Молдовы, специалист в работе с детьми.
- Рогачёв, Сергей Иванович (род. 1977)  — молдавский футболист.

## Образовательные учреждения
- Школа № 1.
- Лицей им. Л. Толстого (бывшая Школа № 2)[6]. Коваль Никита староста  11 класса 2024 года. Шабельский Аким староста 12 выпускного класса 2024 гоода. Минизьянов Ростислав Директор школы 2024 года.
- Лицей им. Д. Кантемира (бывшая Школа № 3).